# Кравари
Вижте пояснителната страница за други значения на Кравари.
Кравари (на македонска литературна норма: Кравари) е село в община Битоля на Северна Македония.

## География
Селото се намира на 590 m надморска височина в областта Пелагония, на 4 km южно от Битоля, в подножието на планината Пелистер, на пътя Битоля – Лерин.

## История
Името на селото идва от основното занимание на жителите в миналото – скотовъдството и отглеждането на крави.
В XIX век Кравари е село в Битолска кааза на Османската империя. Църквата „Успение Богородично“ е от 1894 година. Според статистиката на Васил Кънчов („Македония. Етнография и статистика“) от 1900 година Кравари има 160 жители, всички българи християни.
На Етнографската карта на Битолския вилает на Картографския институт в София от 1901 година Кравари е чисто българско село в Битолската каза на Битолския санджак с 20 къщи.
Цялото християнско население на селото е под върховенството на Българската екзархия. По данни на секретаря на екзархията Димитър Мишев („La Macédoine et sa Population Chrétienne“) в 1905 година в Кравари има 48 българи екзархисти.
По време на българското управление на Вардарска Македония през Първата световна война Кравари е част от Буковска община в Битолска селска околия и има 73 жители.
В 1961 година селото има 234 жители. Поради близостта си до Битоля в него се заселват много хора и в 1994 година жителите му вече са 1208. Същевременно от Кравари се изселват към Битоля, Скопие и презокеанските земи.
Според преброяването от 2002 година селото има 880 жители самоопределили се както следва:
| Националност     | Всичко |
| северномакедонци | 871    |
| албанци          | 1      |
| турци            | 7      |
| роми             | 0      |
| власи            | 0      |
| сърби            | 1      |
| бошняци          | 0      |
| други            | 0      |

## Личности
Починали в Кравари
- Атанас Ангелов Колев, български военен деец, запасен поручик, загинал през Първата световна война[7]